# Білоцерківська філія Одеської державної академії технічного регулювання та якості
Білоцерківська філія Одеської державної академії технічного регулювання та якості — навчальний заклад І-ІІ ступенів акредитації державної форми власності у Білій Церкві.
Під час навчання в Білоцерківській філії академії студенти отримують фахову та професійну підготовку в галузі метрології, стандартизації, оцінки відповідності та управління якістю, що відкриває шлях для продовження навчання в академії та в інших вищих навчальних закладах.

## Історія
Наказом Державного комітету СРСР по стандартам від 20.04.1984 р. була створена Білоцерківська філія Одеського технікуму вимірювань.

## Керівництво
Кобишук Олег Андрійович  — директор Білоцерківської філії, доцент, член — кореспондент Міжнародної Академії Стандартизації, Відмінник освіти України.

## Освітня діяльність
Білоцерківська філія академії займається підготовкою фахівців з метрології, стандартизації, оцінки відповідності та управління якістю для професійної діяльності на підприємствах, установах і організаціях, для експлуатації та обслуговування засобів вимірювальної техніки, а також контролю за дотриманням нормативних актів і нормативної документації з питань забезпечення метрології, стандартизації та сертифікації.
Випускники філії працюють в системі Держспоживстандарту України, науково-дослідних інститутах, очолюють служби метрології і стандартизації промислових підприємств України та інших країн СНД.
Білоцерківська філія проводить підготовку фахівців за заочною формою навчання:
— за освітньо-кваліфікаційним рівнем «молодший спеціаліст» на базі повної середньої освіти, в галузі знань 0510 «Метрологія, вимірювальна техніка та інформаційно-вимірювальні технології» за спеціальностями:
- 5.05100102 — «Електротеплотехнічні вимірювання»;
- 5.05100103 — «Механічні вимірювання».

Кваліфікація — технік з метрології. За цією кваліфікацією фахівець зможе забезпечити якість роботи електричних приладів, електро-, тепло-, газо- та водо-лічильників, термометрів, приладів для вимірювання геометричних величин, всіх типів вагів та гир, приладів вимірювання витрати та дозування, приладів вимірювання об'єму нафтопродуктів та інших речовин, параметрів руху, параметрів шуму, швидкості, густини та твердості речовин; а також проводити контроль якості товарів та послуг та сертифікаційні випробування.
— за освітньо-кваліфікаційним рівнем «бакалавр» на базі отриманого рівня «молодший спеціаліст» в галузі знань 0510 «Метрологія, вимірювальна техніка та інформаційно-вимірювальні технології» за спеціальністю 6.051002- «Метрологія, стандартизація та сертифікація».
Кваліфікація- технічний фахівець в галузі фізичних наук і техніки. За цією кваліфікацією фахівець зможе забезпечити виконання робіт з метрологічного забезпечення промислових вимірювань, зокрема щодо застосування спеціалізованих вимірювальних приладів і систем, збирання та передавання вимірювальної інформації; метрологічної експертизи засобів вимірювання; метрологічного забезпечення діагностичного обладнання, розробляти та оформлювати технічну документацію на методики повірки приладів або вимірювальні системи в цілому.